# 圣布里斯 (吉伦特省)
圣布里斯（法語：Saint-Brice，法語發音：[sɛ̃ bʁis] ⓘ）是法国吉伦特省的一个市镇，属于朗贡区。

## 地理
圣布里斯（44°41'51"N, 0°8'58"W）面积5.76 平方千米，位于法国新阿基坦大区吉倫特省，该省份为法国西南部沿海省份，是法國本土面积最大的省，北起滨海夏朗德省，西临大西洋，南至朗德省，东南接洛特-加龍省，东临多爾多涅省。
与圣布里斯接壤的市镇（或旧市镇、城区）包括：多贝兹、卡斯泰尔维耶勒、夸拉克、圣叙尔皮斯-德波米耶、吉耶讷地区索沃泰尔。

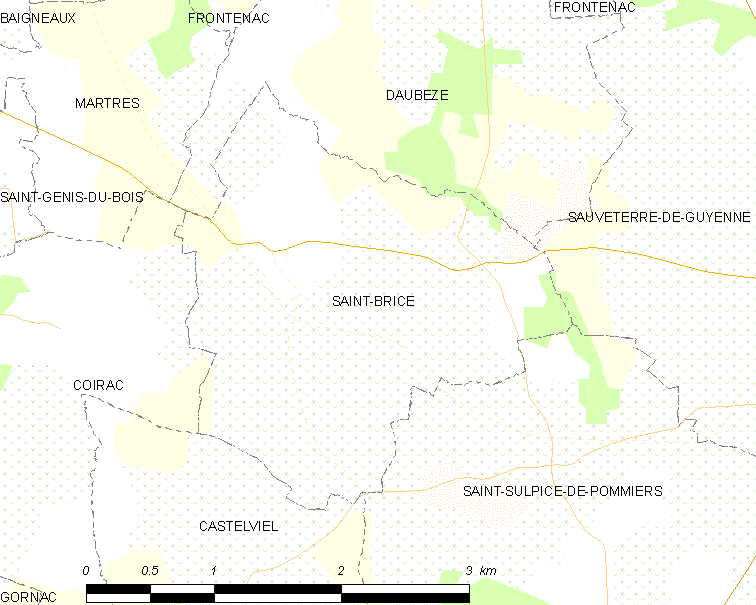
的OSM定位图

圣布里斯的时区为UTC+01:00、UTC+02:00（夏令时）。

## 行政
圣布里斯的邮政编码为33540，INSEE市镇编码为33379。

## 政治
圣布里斯所属的省级选区为勒雷奥莱-莱巴斯蒂德县。

## 人口

1962-2008年间人口变化图示

圣布里斯于2022年1月1日时的人口数量为314人。